# 長岡北スマートインターチェンジ
長岡北スマートインターチェンジ（ながおかきたスマートインターチェンジ）は、新潟県長岡市上野町にある北陸自動車道のスマートインターチェンジである。
利用可能車種はETC搭載の全車種で24時間運用。上下線ともに出入可となっている。

## 道路
- E8 北陸自動車道（37-1番）
- 接続する道路：長岡市道上川西144号線[4]

将来は左岸バイパスとの接続も計画されている。また、2019年には累計の通行台数が300万台を新潟県内のスマートICでは最短で突破した。

## 歴史
長岡市が整備調査検討業務を2010年4月より実施しており、2011年7月に長岡市市政だよりにて設置が発表された。総工費は約37億円で、長岡市が約12億円、東日本高速道路（NEXCO東日本）が約25億円を負担して建設した。
- 2017年（平成29年）3月25日 : 供用開始[1][2][3][7][8]。

## 周辺
2020年分譲開始予定の「長岡北スマート流通産業団地」が整備されており、2019年時点で第1期エリアの9区画のうち7社が進出を決定している。

## 隣
E8 北陸自動車道
(37)長岡JCT- (37-1)長岡北SIC - (38)中之島見附IC